# Louisa Lim
Louisa C. Lim es periodista y autora australiana. Es coanfitriona de The Little Red Podcast, un podcast que cubre China.

## Biografía
Lim se graduó de la Universidad de Melbourne con un doctorado por su tesis «En busca del Rey de Kowloon: la crisis de identidad de Hong Kong y la creación mediática de un ícono». En la actualidad, es profesora titular en la misma universidad, donde imparte clases sobre periodismo radiofónico y podcasting.
Louisa tiene ascendencia euroasiática, siendo su padre de origen chino-singapurense y su madre británica. Ha trabajado como periodista durante aproximadamente una década, viviendo en China y colaborando con medios como la BBC y National Public Radio (NPR). Aunque admite tener conocimientos limitados de cantonés, se identifica como hongkonesa.
Su obra «The People's Republic of Amnesia» fue finalista del Premio Orwell y del Premio Helen Bernstein al Periodismo de Excelencia. Asimismo, su libro «Indelible City» recibió nominaciones para el Premio Literario del Primer Ministro de Victoria en la categoría de no ficción y para el Premio Stella de 2023.

## Obras
- Indelible City: Dispossession and Defiance in Hong Kong (Riverhead Books, 2022)[10][11][12]
- The People's Republic of Amnesia: Tiananmen Revisited (Oxford University Press, 2014)[13]